# كاثرين جاستيس
كاثرين جاستيس (بالإنجليزية: Katherine Justice)‏ هي ممثلة أمريكية، ولدت في 28 أكتوبر 1942 في ساكرامنتو في الولايات المتحدة.

## وصلات خارجية
- كاثرين جاستيس على موقع IMDb (الإنجليزية)
- كاثرين جاستيس على موقع قاعدة بيانات الفيلم (الإنجليزية)